# Egitto ai Giochi della XI Olimpiade
L'Egitto partecipò ai Giochi della XI Olimpiade, svoltisi a Berlino, Germania, dal 1º al 16 agosto 1936, con una delegazione di 53 atleti impegnati in dieci discipline.

## Medagliere

### Per discipline
| Sport             | Oro | Argento | Bronzo | Totale |
| ----------------- | --- | ------- | ------ | ------ |
| Sollevamento pesi | 2   | 1       | 2      | 5      |
| Totale            | 2   | 1       | 2      | 5      |

### Medaglie
| Medaglia | Atleta         | Sport             | Evento               |
| -------- | -------------- | ----------------- | -------------------- |
| Oro      | Anwar Mesbah   | Sollevamento pesi | Pesi leggeri         |
| Oro      | Khadr El-Touni | Sollevamento pesi | Pesi medi            |
| Argento  | Saleh Soliman  | Sollevamento pesi | Pesi piuma           |
| Bronzo   | Ibrahim Shams  | Sollevamento pesi | Pesi piuma           |
| Bronzo   | Ibrahim Wasif  | Sollevamento pesi | Pesi massimi-leggeri |

## Risultati

### Calcio
| Atleta | Classifica |                   |
| --- | --- | ----------------- |
| V · D · M Nazionale egiziana · Calcio ai Giochi Olimpici Estivi 1936 P Ezzat · P Mansour · D El-Said · D Abdou · D Halim · C Abdelshafi · C El-Far · C El-Kashef · C Hassan · C Youssef · A Abdin · A El-Tetsh · A Hamdi · A Latif · A Mahmoud · A Sakr · A Shendi · A Taha · CT : El-Din | 9° |                   |
| Nazionale egiziana · Calcio ai Giochi Olimpici Estivi 1936 | |                   |
| P Ezzat · P Mansour · D El-Said · D Abdou · D Halim · C Abdelshafi · C El-Far · C El-Kashef · C Hassan · C Youssef · A Abdin · A El-Tetsh · A Hamdi · A Latif · A Mahmoud · A Sakr · A Shendi · A Taha · CT: El-Din                                                                       | P Ezzat · P Mansour · D El-Said · D Abdou · D Halim · C Abdelshafi · C El-Far · C El-Kashef · C Hassan · C Youssef · A Abdin · A El-Tetsh · A Hamdi · A Latif · A Mahmoud · A Sakr · A Shendi · A Taha · CT: El-Din | Egitto (bandiera) |

### Pallacanestro
| Atleta | Classifica |
| --- | ---------- |
| V · D · M Nazionale egiziana - Pallacanestro ai Giochi della XI Olimpiade Wahby · Tadros · Rizqallah · Sabri · J. Nosseir · K. Nosseir · Shafshaq · Aziz · Sheir · el-Sayed · All. - | 15°        |
| Nazionale egiziana - Pallacanestro ai Giochi della XI Olimpiade |            |
| Wahby · Tadros · Rizqallah · Sabri · J. Nosseir · K. Nosseir · Shafshaq · Aziz · Sheir · el-Sayed · All. -                                                                           |            |